# Cleora fijiensis
Cleora fijiensis är en fjärilsart som beskrevs av Robinson 1975. Cleora fijiensis ingår i släktet Cleora och familjen mätare. Inga underarter finns listade i Catalogue of Life.